# Fantasía (Editorial Columba)
Fantasía, la pequeña revista de las grandes historietas fue una revista de historietas publicada en la Argentina por Editorial Columba desde 1950 hasta 1959. Continuó luego en forma de álbumes y anuarios.

## Trayectoria

### Revista (1950-1959)
Fantasía, como indicaba su subtítulo, tenía formato de bolsillo y apaisado. Presentaba material de procedencia argentina, estadounidense e inglesa:
| Años | Números | Título               | Guionista | Dibujante              |
| ---- | ------- | -------------------- | --------- | ---------------------- |
| 1953 |         | Perico y Guillermina | Roger Plá | Francisco Solano López |

Su último número ordinario se publicó en julio de 1959.

### Álbumes y anuarios (1959)
Después del cierre de la revista, continuaron apareciendo álbumes y anuarios con series fijas:
| Años                           | Números                         | Título                        | Guionista                                | Dibujante                                                                   |
| ------------------------------ | ------------------------------- | ----------------------------- | ---------------------------------------- | --------------------------------------------------------------------------- |
|                                |                                 | Cabo Savino                   | Julio Álvarez Cao, Jorge Claudio Morhain | Carlos Casalla, Rubén Furlino, Pascual, Horacio Merel                       |
| 1/1973                         | Anuario nº 13-                  | Roland, el Corsario           | Héctor G. Oesterheld                     | José Luis García López, David Mangiarotti, Andrada y Roura                  |
| 8/1974 - 4/1978                |                                 | Harry White                   | Robin Wood                               | David Mangiarotti                                                           |
| 10/1974 - 2/1979               |                                 | Big Norman                    | Robert O'Neill                           | Daniel Haupt                                                                |
| 10/1975 - 1988                 | Supercolor 1 -                  | Los Amigos                    | Robin Wood, Armando Fernández            | Alberto Macagno, Franco, Carlos Pedrazzini, Alberto Caliva, Jorge Heufemann |
| 1977-                          |                                 | Kayan                         | Robin Wood                               | Gómez Sierra                                                                |
| 1977-1980                      |                                 | Chindits                      | Robin Wood                               | Clemente Rezzónico                                                          |
| 1979-1993                      |                                 | Grand Prix                    | Ray Collins                              | Alberto Macagno, Eduardo Risso, Alberto Caliva                              |
| 1979-1993                      |                                 | Alan Braddock                 | Ray Collins                              | Gerardo A. Canelo, Horacio Merel, Clemente Rezzónico                        |
| 1980-1994                      |                                 | El Capitán Nadie              | Ray Collins                              | Clemente Rezzónico                                                          |
| 1980-1991                      |                                 | Wolf                          | Robin Wood, Armando Fernández            | Jorge Zaffino, Rubén Meriggi, Sergio Ibáñez                                 |
| 1981                           |                                 | El Etrusco                    | Gian-Galeazzo Bruno                      | Barreto                                                                     |
| 12/1981-2/1982                 | 71-73                           | Trilogía vikinga (2ª versión) | Robin Wood                               | Ricardo Villagrán                                                           |
| 1982-1990                      |                                 | El Paraíso de Rick            | Julio Álvarez Cao                        | Lito Fernández, Diego Navarro, Eduardo Savid, López Llanos                  |
| 11/1982-6/1994                 | Supercolor 79 - Todo Color 78   | El Hitita                     | Armando Fernández                        | Lucho Olivera                                                               |
| 1985-1991                      |                                 | Chinatown                     | Ray Collins                              | Eduardo Savid                                                               |
| 6/1987-11/1989                 |                                 | Mackenzie                     | Armando Fernández                        | Jorge Zaffino                                                               |
| 5/1988-7/1989, 04/1991-05/1994 |                                 | Mayra Kelly                   | Armando Fernández                        | Alfredo Falugi, Daniel Haupt                                                |
| 8/1988-10/1989                 |                                 | El Germano                    | Ricardo Ferrari                          | Sergio Mulko                                                                |
| 11/1988-7/1992                 |                                 | Dyinn                         | Axel Bergier                             | Sergio Mulko                                                                |
| 7/1989-8/1990                  |                                 | Rey David                     | Armando Fernández                        | Marcelo Basile                                                              |
| 2-5/1990                       | Todo Color 56 - Todo Color 57   | El Escriba                    | Walter Slavich                           | Lucho Olivera                                                               |
| 6/1990-11/1993                 |                                 | Larsen & Finch                | Robin Wood                               | Carlos Casalla                                                              |
| 8/1990-2/1994                  | Súper Anual 33 - Súper Anual 43 | Morten                        | Robin Wood                               | Carlos Pedrazzini                                                           |
| 8/1990-11/1994                 | Súper Anual 33 - Súper Anual 46 | Raycon                        | Robin Wood                               | Emiliano Parmiggiani                                                        |
| 2/1991-12/1995                 |                                 | Port Douglas                  | Robin Wood                               | Gerardo A. Canelo                                                           |
| 11/1991-10/1992                |                                 | Aar                           | Douglas Moore                            | Rubén Meriggi                                                               |
| 1/1992-12/1994                 |                                 | Camaleón Wayne                | Axel Bergier                             | Luis Piana                                                                  |
| 4/1993-1/1996                  |                                 | Álvarez & Brooks              | Pablo Gelabert                           | Jorge Heufemann                                                             |
| 9/1993-2/1994                  |                                 | Checker Man                   | Ricardo Barreiro                         | Luis García Durán                                                           |
| 9/1993-3/1994                  |                                 | Océano                        | Ricardo Ferrari                          | Domingo Mandrafina                                                          |
| 05/1994                        | Fantasía Súper Anual Nº 44      | Un verano diferente           | Carlos Trillo, Guillermo Saccomanno      | Männken                                                                     |
| 1/1995-9/1995                  |                                 | Bicicleta                     | Néstor Barron                            | Clemente Rezzónico                                                          |